# Bardney
Bardney – wieś w Anglii, w hrabstwie Lincolnshire, w dystrykcie West Lindsey. Leży 15 km na wschód od Lincoln i 190 km na północ od Londynu.